# Ebelsheerd

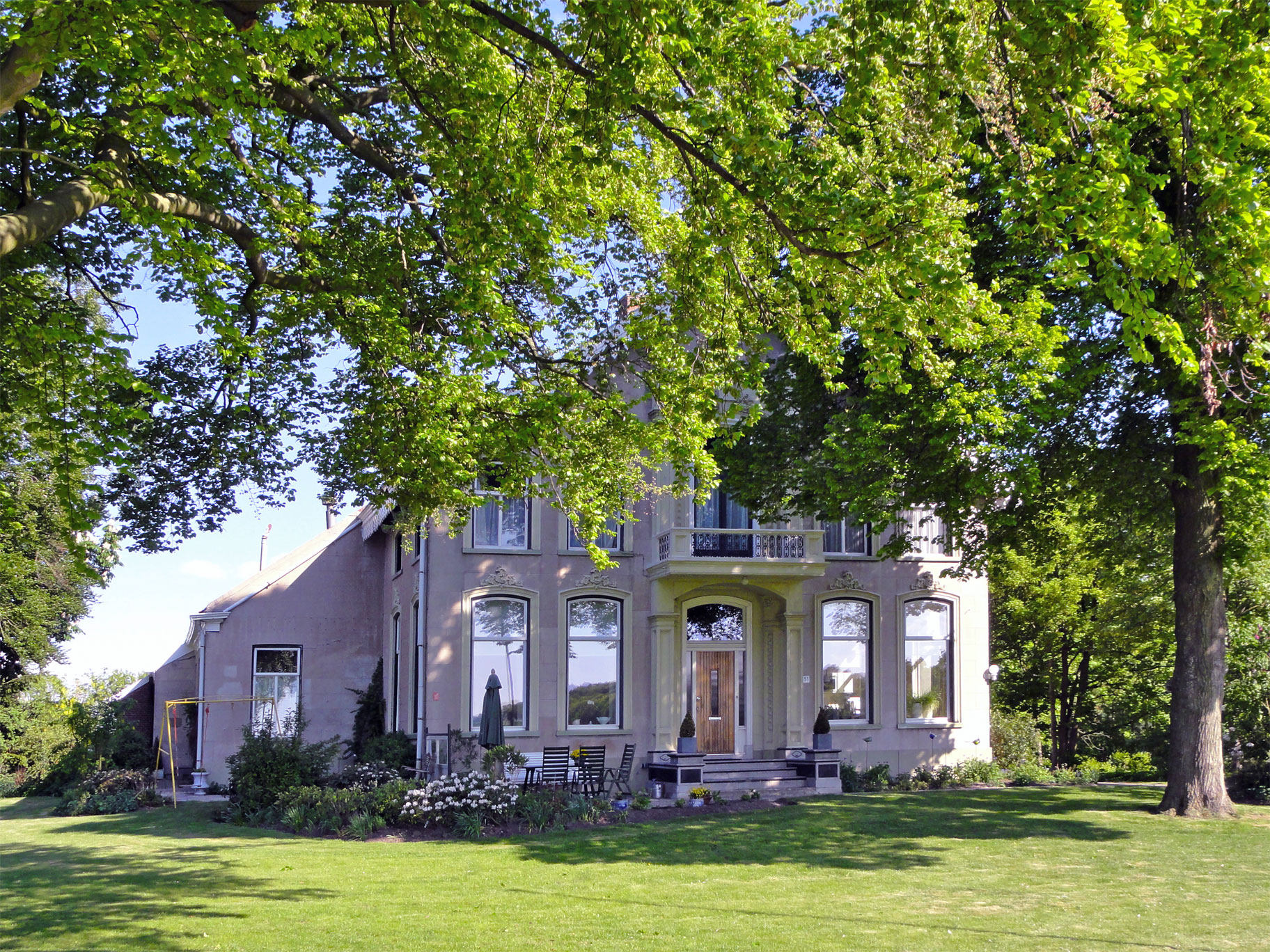
De Ebelsheerd aan de Hoofdweg 51 in Nieuw-Beerta anno 2011

De Ebelsheerd is een boerderij van het Oldambtster type aan de Hoofdweg 51 in Nieuw-Beerta in de Nederlandse provincie Groningen. De boerderij werd in 1874 gebouwd in opdracht van Ebel Klaassens Ebels.

## Beschrijving

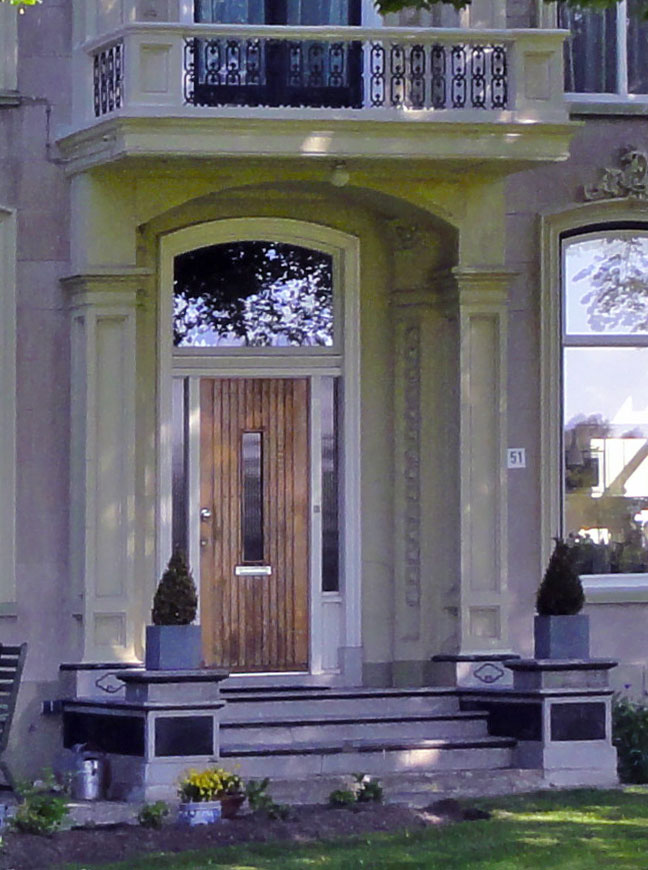
De entree van Ebelsheerd met portiek, trap en balkon

De boerderij werd ontworpen in een eclectische stijl. Achter het brede voorhuis werd het schuurgedeelte van de boerderij gebouwd. De gevels zijn gepleisterd. De entree van de boerderij, met trap en stoep, bevindt zich midden in de voorgevel aan de zuidzijde. Bij de entree is het bouwjaar 1874 vermeld. De entree wordt geaccentueerd door gepleisterde pilasters ter weerszijden van de deur. De entree wordt overdekt door een balkon op de verdieping met een gepleisterde balustrade, voorzien van een decoratief hekwerk (zie afbeelding). Ter weerszijden van de entree en het balkon bevinden zich twee ramen, acht in het totaal.
De bijbehorende tuin werd aangelegd door de tuinarchitect  J. Vroom sr. of door zijn zoon J. Vroom jr. uit Glimmen. Delen van het oorspronkelijke ontwerp zijn bewaard gebleven.
De boerderij is erkend als rijksmonument onder meer vanwege de cultuurhistorische waarde, de opvallende vormgeving van het woongedeelte en de detaillering ervan, de hoge mate van gaafheid en als voorbeeld van dit type boerderij uit 1874.
Sinds de jaren zestig van de 20e eeuw heeft de boerderij de functie van proefboerderij gekregen. De toenmalige eigenaar Edzo Hommo Ebels, oud-burgemeester van Beerta en oud-commissaris der Koningin van Groningen, schonk de boerderij aan de Stichting Proefboerderijen Noordelijke Akkerbouw (SPNA).